# Kis házilégy
A kis házilégy vagy csillárlégy (Fannia canicularis) a rovarok (Insecta) osztályának kétszárnyúak (Diptera) rendjébe, ezen belül a légyalkatúak (Brachycera) alrendjébe és az árnyékszéklegyek (Fanniidae) családjába tartozó faj.

## Előfordulása
A kis házilégy az egész világon előfordul.

## Megjelenése
A kis házilégy 5-7 milliméter, akkora, mint a szuronyos istállólégy (Stomoxys calcitrans), szájszerve azonban a végén párnaszerűen kiszélesedik. A fajra jellemző a cikcakkos repülés, a szobában gyakran a fényforrások körül kering. Az emberre csak ritkán száll.

## Életmódja
A faj elsősorban az emberi települések mellett él, az imágó áprilistól októberig látható. Az egyik leggyakoribb légyfaj, jól ismert arról, hogy gyakran szobákba vagy más épületekbe repülve a helység közepe körül köröket ír le. A lárvák bármilyen bomló szerves anyaggal képesek táplálkozni, beleértve az állati tetemeket, ürüléket. Ennek következtében az imágók fertőzhetik az élelmiszereket is.

## Szaporodása
A nőstények nedves helyekre, trágyarakásokra, rothadó állati vagy növényi anyagokba rakják petéiket. A lárvákat ritka esetekben emberek végbelében és húgyhólyagjában is megtalálták már. A lárvák bábozódáshoz és telelésre a legfelső laza talajrétegekbe ássák be magukat. Évente több nemzedéke fejlődik. A lárvák fúra alakúak: testüket köröskörül tüskék és szőrök borítják. Bomló állati és növényi anyagokkal táplálkoznak.
Magyarországi körülmények között évente nagyjából hét nemzedékük fejlődik ki.